# علي العبسي
علي العبسي لاعب كرة قدم سعودي و يلعب كمدافع.

## مسيرة اللاعب
لعب في نادي الفيصلي ونادي الوشم.